# Geoff Smith
Geoffrey "Geoff" Smith (Cottingley, 14 de marzo de 1928 - Keighley, 19 de octubre de 2013) fue un jugador de fútbol profesional inglés que jugaba en la posición de portero.

## Biografía
Geoff Smith debutó como futbolista profesional en 1947 con el Nelson FC a los 19 años de edad. Tras permanecer tres años en el club y dos en el Rossendale United FC fue traspasado al Bradford City AFC, donde permaneció durante siete años hasta 1959, año en el que se retiró como futbolista a los 31 años de edad.
Geoff Smith falleció el 19 de octubre de 2013 en Keighley a los 85 años de edad.

## Clubes
| Club                 | País       | Año         | Partidos |
| -------------------- | ---------- | ----------- | -------- |
| Nelson FC            | Inglaterra | 1947 - 1950 | ¿?       |
| Rossendale United FC | Inglaterra | 1950 - 1952 | ¿?       |
| Bradford City AFC    | Inglaterra | 1952 - 1959 | 253      |